# Jussara Marques
Jussara Souza Marques de Amorim (Itumbiara, 1931 - Rio de Janeiro, 24 de fevereiro de 2006) foi a Miss Brasil 1949, num "reinado" que durou cinco anos, até a eleição de Martha Rocha em 1954.

## Biografia
Era filha de Ormides Martins de Souza e Isaura de Souza Martins. Mudou-se ainda criança para Goiânia, onde viveu até seu casamento, em 1954.
No mesmo ano em que transmitiu a faixa a Martha Rocha (1954) casou-se com o bancário mineiro Marcelo Champagnat de Amorim (morto em 1993), com quem teve quatro filhos. Morou em Brasília, onde foi vice-presidente da associação beneficente Casa do Candango, e depois no Rio, no bairro de São Conrado onde veio a falecer, de câncer.

## Concurso de Miss Brasil
Em Goiânia Jussara foi Rainha dos Estudantes, ficou em segundo lugar no Rainha da Primavera, Glamour Girl e, finalmente, concorreu ao Miss Goiás de 1949, então patrocinado pela Rádio Clube de Goiânia e o jornal Folha de Goyaz (ambos já extintos), concorrendo com Jurema Marques (sua irmã) e Anita Ramos. Em 1950, aos 20 anos de idade, chegou a se candidatar ao cargo de vereadora na cidade de Goiânia pela UDN; apesar de ter sua vitória tida como certa, ela não se elegeu em parte por conta da difamação promovida pelos "atores tradicionais" da política, não convertendo a admiração pela miss em votos.
Sua irmã Jurema foi escolhida, no mesmo ano, Rainha dos Esportes do Brasil.
Foi a primeira goiana a vencer o Miss Brasil (e até 2011 a única com tal conquista). Segundo Antonio Rocha, em matéria na revista Manchete de 12 de junho de 1945, concorria com chances de vencer a carioca Marina Cunha, então Miss Distrito Federal, mas esta se indispôs com o organizador Raul Guastini e este, então, vetara seu nome - sendo o nome de Jussara, na época com 18 anos, então aventado e, finalmente, vitorioso.
O concurso, com 14 candidatas, ocorreu no dia 12 de junho de 1949 no Hotel Quitandinha, em  Petrópolis; além de Jussara e Marina destacou-se a Miss Minas Gerais, Maria da Glória Drummond, que se casou mais tarde com o colunista Ibrahim Sued.
Sua beleza ensejou fosse batizada, em 1950, a cidade goiana de Jussara em sua homenagem, bem como também a cidade paranaense de Jussara, esta última no ano de 1952.